# Ярослава
Яросла́ва — слов'янське двоосновне жіноче ім'я. Походить від «палаюча слава» або ж «славляча весну», «весна-славна», «яр» — старослов'янське слово має синонім «буй», і значить весняний, молодий, буйний, пристрасний, нестримний, палкий. Відповідне чоловіче ім'я — Ярослав. Відповідне германське ім'я — Роберта.

## Іноземні аналоги
- нім. Jaroslava
- грец. Jaroslava
- англ. Yaroslava
- есп. Jaroslava
- фр. Jaroslava
- лат. Jaroslava
- італ. Jaroslava
- норв. Jaroslava
- пол. Jarosława, Jerosława
- рос. Ярослава
- біл. Яраслава
- чеськ., словац. і словен. Jaroslava
- серб. Јарослава

## Відомі носійки
- Ярослава Стецько (до шлюбу: Музика; * 14 травня 1920, с. Романівка, Тернопольщина — † 12 березня 2003, Мюнхен) — українська політична діячка та журналістка. Дружина діяча ОУН Ярослава Стецька.
- Ярослава Музика (* 1898, Залісці — † 23 листопада 1972) — українська художниця.
- Ярослава Красильнікова (* 24 червня 1979, Шахтарськ, Донецька область) — українська співачка.
- Ярослава Бандера (до шлюбу: Опарівська; 1917—1977) — українська політична діячка, керівниця жіночої мережі та юнацтва ОУН. Дружина Провідника ОУН Степана Бандери.
- Ярослава Левкович (до шлюбу: Романина; 1921—2014) — діячка ОУН. Дружина полковника УПА Василя Левковича.
- Ярослава Прихода — українська видавниця, педагог, доцент, кандидат філологічних наук.
- Ярослава Гресь (нар. 1982) — українська громадська діячка, журналістка та блогерка.
- Ярослава Кравченко (нар. 1987) — українська телеведуча, радіоведуча, продюсерка, громадська діячка.
- Ярослава Магучіх (нар. 2001) — українська легкоатлетка, шо спеціалізується на стрибках у висоту.
- Ярослава Руденко (до шлюбу: Кривошеєва; нар. 1989) — українська співачка та науковиця, заслужена артистка України, кандидат мистецтвознавства.
- Ярослава Стріха (нар. 1988) — українська перекладачка, літературна оглядачка, доктор філософії Гарвардського університету.